# Bubalus depressicornis
Espèce
Synonymes
Anoa depressicornis
Statut de conservation UICN

 EN C1+2a(i) : En danger
 2000 
Statut CITES
L'Anoa des plaines (Bubalus depressicornis) est un mammifère appartenant à la famille des Bovidae. Cette espèce vit uniquement sur les îles de Célèbes et de Buton, en Indonésie.

## Description
L'anoa des plaine est un des plus petits bovidés. Il est très semblable à l'anoa des montagnes, et est à peine plus grand que celui-ci. Il mesure à peine plus de 90 cm au garrot et pèse entre 150 et 300 kg. Il est solitaire, sauf en période de reproduction, et vit dans les forêts de plaine, se nourrissant de feuilles, de fruits, de fougères et de rameaux. Il présente une fourrure marron foncé à noir et des taches blanches sur la tête et les pattes. Pour faciliter l'évolution dans les sous-bois denses, les cornes sont orientées vers l'arrière.
Les individus captifs ont une espérance de vie de 20 à 30 ans. Les anoas atteignent la maturité sexuelle vers deux ou trois ans et ont en moyenne un veau par an.

## Comportement
Le mode de vie des anoas est encore mal connu. Sur l'île de Buton, les Anoas semblent utiliser les forêts indépendamment de leur nature primaire ou secondaire, le principal critère rédhibitoire étant l'activité humaine qui y règne. Dans le parc national de Lore Lindu, au centre de Célèbes, la densité de traces est plus élevée dans les zones de plus haute altitude, loin des limites du parc. Dans le passé, l'espèce aurait été commune le long des côtes. Les Anoa des plaines se trouvent également à haute altitude dans les zones montagneuses. Comme les autres bovins sauvages, les anoas se vautrent et se baignent dans des mares d'eau et/ou de boue. Il est probable que des sources minérales soient également nécessaires à leur développement, bien que les anoas boivent de l'eau de mer, ce qui pourrait satisfaire leurs besoins en minéraux dans les régions dépourvues de sources.

## Répartition
Cette espèce est endémique d'Indonésie, où on ne la trouve que sur les îles de Célèbes et de Buton au large de la côte sud-est, sans qu'aucune espèce d'anoas ne soit signalée dans les autres petites îles voisines de Célèbes. Sur Célèbes, on le trouve jusqu'à 1 000 m d'altitude. Dans l'ensemble de Célèbes, la distribution des espèces d'anoas reste incertaine, car elles peuvent se trouver en sympatrie. Les enregistrements de crânes et les descriptions morphologiques de cette espèce suggèrent qu'elle est présente dans le nord de l'île, et à l'Est jusqu'au parc national de Bogani Nani-Wartabone. On la trouve également dans la région centrale et jusqu'à l'extrémité des péninsules de l'est et du sud-est, mais elle n'est plus présente dans la péninsule du sud-ouest. L'anoa des plaines est également présent dans le centre et le nord de l'île Buton.
Les deux espèces d'anoas étaient autrefois présentes sur l'ensemble de Célèbes.

## Conservation

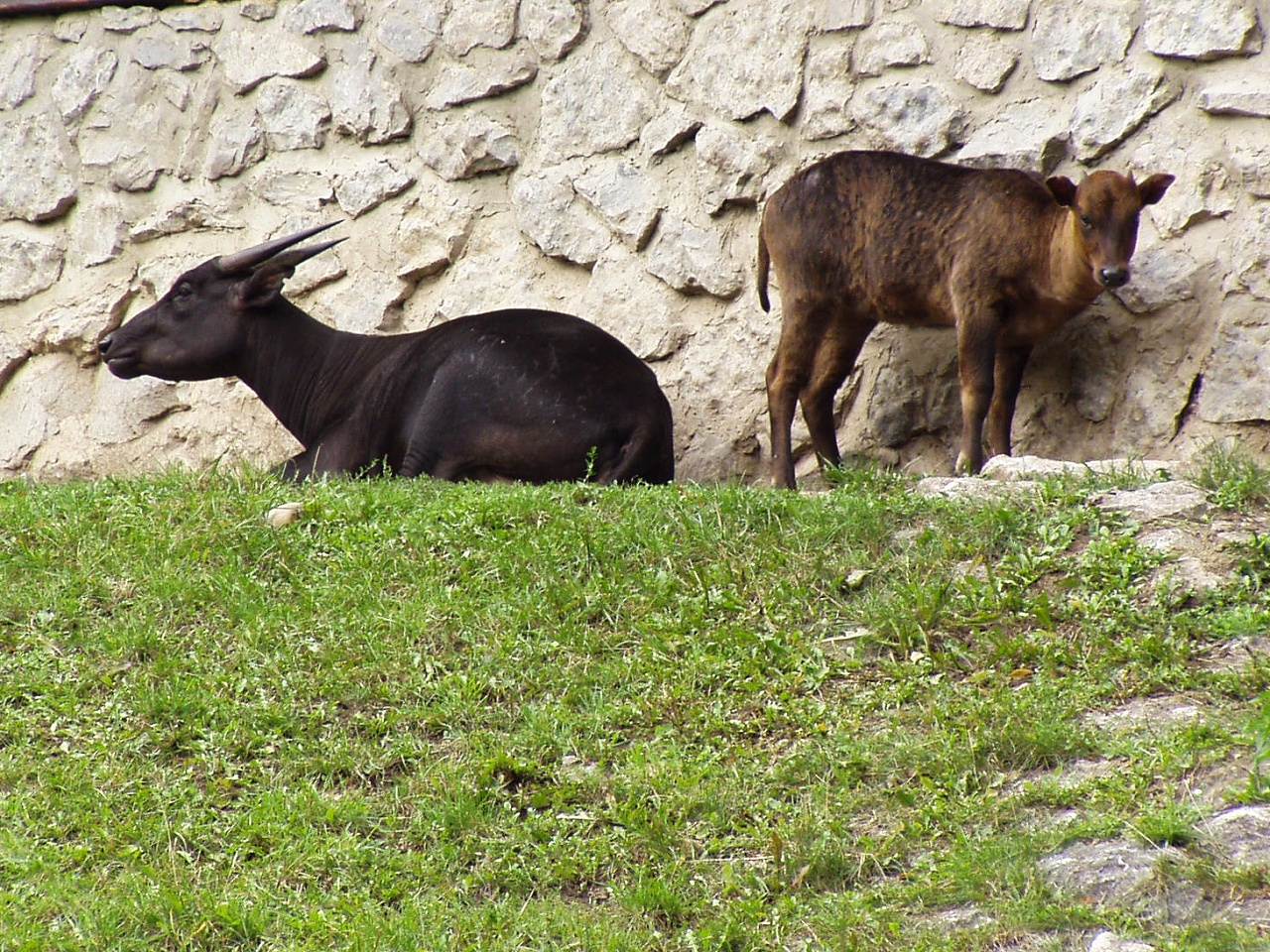
Ici, au zoo de Prague

Cette espèce est considérée comme étant en danger par l'UICN. On estime sa population à moins de 2 500 adultes et que son taux de déclin serait supérieur à 20% sur deux générations (14 à 18 ans). Aucune sous-population ne compterait plus de 250 individus matures.
La conversion des terres à l'agriculture et la chasse sont les deux principales menaces qui pèsent sur cette espèce, ainsi que l'exploitation de mines d'or. Des rapports récents indiquent que la chasse est de loin la menace la plus sérieuse, contrairement au commerce d'animaux vivants.
La population captive d'anoas des plaines compte 257 animaux. Fin 2015, elle se compose de 46 en Europe, 166 en Amérique du Nord et 45 en Asie. Au sein de la population asiatique de 45 individus, 34 sont détenus dans trois zoos indonésiens (13 mâles et 21 femelles). Parmi eux, un petit nombre serait des anoas de montagne, bien que le statut taxonomique de la plupart des individus reste non confirmé. Une nouvelle initiative est en cours pour mettre en œuvre un programme mondial de reproduction des espèces afin d'améliorer la représentation génétique de la population ex situ.

## Systématique
Le nom valide complet (avec auteur) de ce taxon est Bubalus depressicornis (C.H.Smith, 1827).
L'espèce a été initialement classée dans le genre Bos sous le protonyme Bos depressicornis (Smith, 1827).
Ce taxon porte en français le nom vernaculaire ou normalisé suivant : Anoa Des Plaines,,.
Bubalus depressicornis a pour synonymes :
- Bos bubalus subsp. anoa Kerr, 1792
- Bos depressicornis (Smith, 1827)
- Bubalus anoa (Kerr, 1792)